# Райнпрехт, Стивен
Стивен Эдвард Райнпрехт (англ. Steven Edward Reinprecht; 7 мая 1976, Эдмонтон, Альберта, Канада) — канадский хоккеист, центральный нападающий. Обладатель Кубка Стэнли в составе клуба «Колорадо Эвеланш», чемпион мира в составе сборной Канады. В настоящее время является ассистентом главного тренера в команде Денверского университета.

## Карьера

### Клубная
Стивен Райнпрехт начал свою карьеру в юниорской хоккейной лиге Альберты (ЮХЛА) в составе клуба «Сент-Альберт Саинтс». Выступал в юниорской лиге два сезона с 1994 по 1996 года. В 1996 году поступил в университет Висконсин-Мадисон, став играть за местную команду. В 1998 году стал чемпионом университетской лиги — WCHA. Во время выступления за университетскую команду становился игроком года (2000 год), а также первой и второй звездой команды.
Стивен Райнпрехт не был задрафтован и после университета в 2000 году в качестве свободного агента подписал контракт с клубом Национальной хоккейной лиги (НХЛ) «Лос-Анджелес Кингз». В своём первом сезоне в НХЛ 2000/2001 в составе «Лос-Анджелеса», вместе с одноклубником Робом Блейком был обменян в «Колорадо Эвеланш» в 2001 году, где Райнпрехт стал обладателем Кубка Стэнли.
3 июля 2003 года был обменян в «Калгари Флэймз». Последние четыре месяца сезона 2003/2004 пропустил из-за травмы левого плеча. Сезон 2004/2005 в Национальной хоккейной лиге не состоялся из-за локаута, и Райнпрехт отправился во Францию, присоединившись к команде «Скорпионс де Мулюз». В составе французского клуба выиграл Лигу Магнуса, став чемпионом Франции.
В следующем «послелокаутском» сезоне 2005/2006, «Калгари» 1 февраля 2006 года обменяли Стивена Райнпрехта в «Аризона Койотис» вместе с голкипером Филиппом Сове, в обратном направлении последовал вратарь Брайн Буше и нападающий Майк Леклерк.
За «Аризона Койотис» Райнпрехт играл до сезона 2008/2009, пока его 19 июня 2009 года не обменяли во «Флориду Пантерз» в обмен на крайнего нападающего Стефана Мейера. После чего «Пантерз» подписали контракт со Стивеном на три года. Во втором своём сезоне за «Флориду Пантерз» (2010/2011), стал реже и реже попадать в основной состав, сыграв всего лишь 29 встреч, в то время как сезон уже близился к концу. Из-за отсутствия игровой практики Райнпрехт был выставлен на драфт отказов, а затем был отдан в аренду немецкому клубу «Адлер Мангейм» на оставшуюся часть сезона. Трансфер по аренде состоялся 6 января 2011 года. В 18 встречах в регулярном чемпионате за «Мангейм» Стивен набрал 13 очков по системе гол+пас (4+9), в плей-офф сыграл 6 встреч, набрал 3 очка (1+2), дошёл со своей командой до четвертьфинала. По окончании сезона в Германии вернулся в США, так как у него оставался ещё год контракта с «Флоридой». Тем не менее в начале сезона 2011/2012 был отправлен в Американскую хоккейную лигу (АХЛ) впервые в своей карьере. В АХЛ базировался фарм-клуб «Флориды Пантерз» — «Сан-Антонио Рэмпэйдж».
Сыграв 5 встреч за «Сан-Антонио Рэмпэйдж», Райнпрехт 22 октября 2011 года был обменян вместе с нападающим Дэвидом Бутом и выбором в третьем раунде драфта 2013 года в «Ванкувер Кэнакс» на ветерана-форварда Микаэля Самуэльсона и крайнего нападающего Марко Штурма. Однако после обмена в «Ванкувер», он остался играть в АХЛ за фарм-клуб «Кэнакса», к тому времени это был «Чикаго Вулвз».
В 2012 году случился очередной локаут в НХЛ, и Стивен Райнпрехт вернулся в Германию, подписав контракт с клубом «Томас Сабо Айс Тайгерс», где сразу стал одним из ведущих игроков клуба. В сезоне 2014/2015 стал лучшим бомбардиром Немецкой хоккейной лиги, набрав в 52 играх 67 очков (21 шайба + 46 передач). В феврале 2016 года продлил соглашение с «Тайгерс» ещё на один год, до конца сезона 2016/2017.

### Международная
В 2003 году был вызван на чемпионат мира, став вместе со сборной Канады чемпионом, обыграв в финале сборную Швеции в овертайме со счетом 3:2. Всего на чемпионате мира Райнпрехт сыграл 8 встреч, отдав при этом 6 голевых передач.

## Статистика
| Легенда | Легенда                    | Легенда | Легенда                   | Легенда | Легенда    |
| ------- | -------------------------- | ------- | ------------------------- | ------- | ---------- |
| И       | Количество проведённых игр | Штр     | Штрафное время            | +/−     | Плюс-минус |
| Г       | Голы                       | П       | Голевые передачи          | О       | Очки       |
| -       | Статистика неизвестна      | —       | Статистика не учитывалась |         |            |

## Достижения
| - Обладатель Бродмур Трофи, чемпион WCHA в составе университетской команды Висконсин-Мадисон (1998) - Игрок года лиги WCHA (2000) - Обладатель Кубка Стэнли в составе клуба «Колорадо Эвеланш» (2001) - Чемпион мира в составе сборной Канады (2003) - Чемпион Франции в составе клуба «Скорпионс де Мулюз» (2005) | - Игрок матча звёзд лиги Магнуса (2005) - Обладатель Трофи Чарльз Рэмси, вручаемый лучшему бомбардиру лиги Магнуса (2005) - Член зала славы университета Висконсин-Мадисон (2014) - Лучший бомбардир Немецкой хоккейной лиги в сезоне 2014/2015 (67 очков) |